# Kawaida

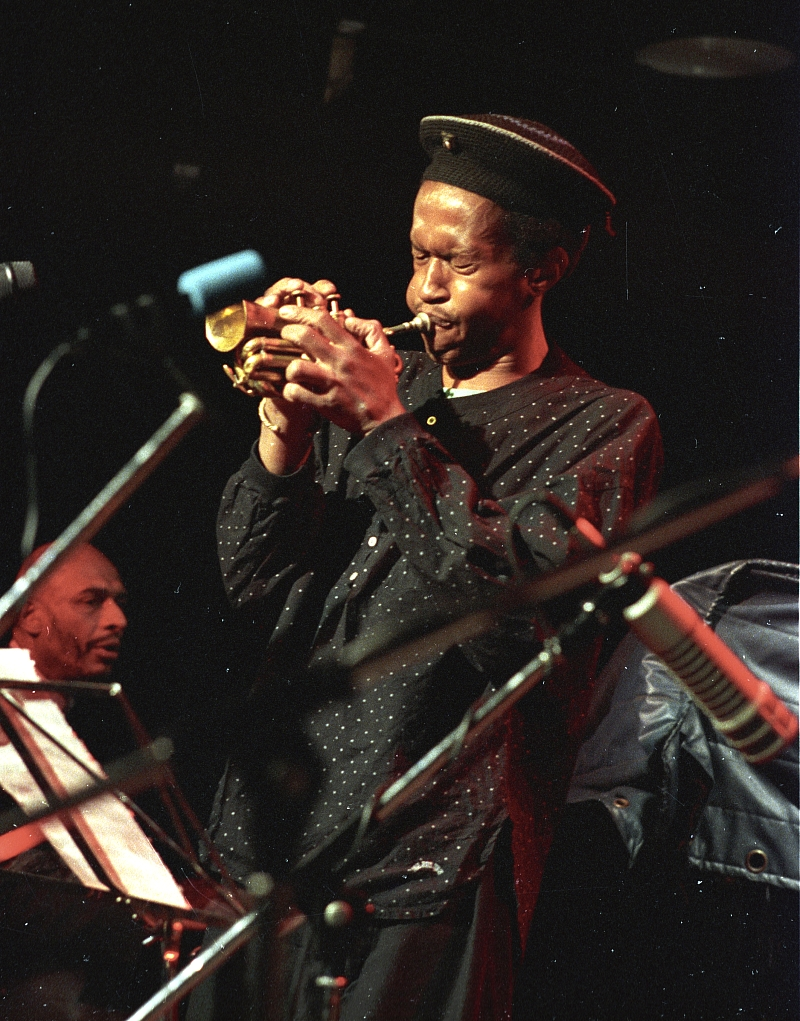
Don Cherry

Kawaida ist ein Jazz-Album von Tootie Heath. Es wurde am 11. Dezember 1969 aufgenommen und zunächst 1970 unter dem Namen von Tootie Heath (Kuumba-Toudie Heath) bei dem Label O’be Records veröffentlicht. 1975 erschienen die Aufnahmen als gemeinsames Album von Herbie Hancock und Don Cherry auf dem britischen Label DJM Records.

## Das Album
Albert „Tootie“ Heath arbeitete seit seiner Rückkehr in die Vereinigten Staaten 1968 mit Herbie Hancock zusammen, zu hören auf dessen Blue-Note-Album The Prisoner. Hancocks erste Band nach dem Ausscheiden bei Miles Davis hatte im November 1968 Premiere; 1969 ging er mit ihr auf Tournee. Sowohl die Musik des Pianisten als auch seine persönlichen Einstellungen waren in diesem Jahr stärker von politischen und sozialen Diskussionen zur afroamerikanischen Kultur in den USA geprägt; Hancock nahm in dieser Zeit auch den Swahili-Namen Mwandishi (dt. Der Komponist) an. Wenige Wochen nach dem Rhythm-and-Blues-beeinflussten Album Fat Albert Rotunda entstanden Anfang Dezember 1969 die Aufnahmen zu Kawaida (dt. Tradition), denen ein einmonatiges Engagement im London House in Chicago vorausging.
In Hancocks Band spielte neben Tootie Heath (Kuumba) auch der Bassist Buster Williams (Mchezaji); hinzu kamen bei den Aufnahmen zu Kawaida zwei Musiker aus der Band von Ornette Coleman, der Schlagzeuger Ed Blackwell und der Trompeter Don Cherry (Msafari), des Weiteren Tooties älterer Bruder, der Saxophonist Jimmy Heath (Tyari), Tooties Neffe James Mtume an den Congas sowie für ein Stück der Perkussionist und Flötist Billy Bonner (Fundi). Mtume war ein Schüler von Maulana Karenga, der am Black Studies Department der California State University unterrichtete, sich mit der Identifikation der Afroamerikaner mit afrikanischer Kultur, Identität und Spiritualität beschäftigte und dafür Kawaida als philosophischen Begriff prägte.
Die Musik von Kawaida, zu dem James Mtume fast alle Kompositionen beisteuerte, beruht auf verschiedenen Elementen der damals gegenwärtigen Jazzavantgarde von John Coltrane und der fünf Jahre zuvor gegründeten Musikerkooperative Association for the Advancement of Creative Musicians (AACM) in Chicago. Die Harmonien des ersten Titels Baraka erinnern an McCoy Tyner, Dunia an das Spiel von Elvin Jones mit Coltrane. Maulana ist eine frei angelegte Improvisation für Flöte und Glocken, über die die Musiker Swahili-Texte sprechen und singen. Nach 1:30 spielen Hancock und am gestrichenen Bass Williams ein elegisches Thema, das zu einem rhythmischen Riff führt, der wieder an John Coltrane erinnert. Es folgt ein ausgedehntes Saxophon-Solo von Jimmy Heath, dann ein melodisches Trompetensolo Don Cherrys, bevor wieder Perkussion und Geklatsche einsetzen. Im Titelstück Kawaida rezitieren über einem perkussiven Klangteppich die Bandmitglieder nacheinander die sieben Prinzipien (Nguzo Saba) von Kwanzaa.

## Die Titel
- Kawaida (O’Be 301, Trip TLP 5032, Mercury BT-5015 (Japan), DJM Records DJSLM 200)
  - Side A:
    1. Baraka (Mtume) 9:53
    2. Maulana (Mtume) 13:20

  - Side B:
    1. Kawaida (Mtume) 8:08
    2. Dunia (Tootie Heath) 8:29
    3. Kamili (Mtume) 3:34

## Editorische Hinweise
Nach verschiedenen LP-Veröffentlichungen auf unabhängigen Labels erschienen die Aufnahmen als Compact Disc auf dem niederländischen Label Mandarim Records (MR-04028) 1996, außerdem unter Hancocks Namen in der Lowprice-Reihe The Jazz Masters: 100 Años de Swing (Folio Collection EF 20015).

## Rezeption des Albums
Bob Gluck wies in seinem Buch über die Bandprojekte Herbie Hancocks um 1970 darauf hin, dass Kompositionen des Albums wie Dunia und Maulana musikalische Stilmerkmale der künftigen Mwandishi-Band Herbie Hancocks vorwegnahmen – Kollektivimprovisation, texturaler Schwerpunkt, ausgedehnte Soli und kleine Instrumente, besonders Perkussion.
Nach Ansicht von W. S. Tkweme war das Projekt stark von James Mtume geprägt, auch wenn es unter dem Namen seines Onkels Tootie Heath veröffentlicht wurde.
Der Allmusic bewertete das Album mit vier Sternen; es sei „an adventurous octet date“.